# Vanderhall Venice
Vanderhall Venice — трёхколёсный родстер, выпускаемый американским производителем автомобилей Vanderhall Motor Works.

## История
Vanderhall Venice был представлен в 2017 году. В августе 2018 года в рамках мотоциклетного ралли в Стурджисе Venice был представлен как одноместный «Speedster».
Первоначально автомобиль продавался только в Северной Америке. С 2019 года автомобиль также поставляется в Европу.
Название Venice автомобиль получил в честь района Венис в Лос-Анджелесе.

## Особенности
В целях снижения затрат Vanderhall Venice выпускается только в одной комплектации и трёх цветах. В комплектацию входят: гидроусилитель руля, подогрев сидений и звуковая система с функцией Bluetooth. Замедление происходит при помощи антиблокировочной системы и дисковых тормозов на каждом колесе. Благодаря клиренсу 10 см, низкому центру тяжести, небольшой массе и широким шинам Venice достигает высокого уровня динамики вождения при высоких нагрузках на поворотах.